# Rusape
Rusape ist eine Stadt in der Provinz Manicaland im Osten Simbabwes. Zusammen mit ihrem Umland stellt sie einen der Urbanen Distrikte Simbabwes mit 37.906 Einwohnern (2022) und einer Fläche von etwa 17 km².

## Geografie
Rusape liegt 290 Kilometer von der Hauptstadt Harare entfernt. Durch die Lage an einer Hauptverbindungsstraße hat sich Rusape zu einem wichtigen Verkehrsknotenpunkt entwickelt. Der größte Teil der Einwohner lebt im südlich vom Stadtzentrum gelegenen Vengere Township.

## Wirtschaft und Infrastruktur
Das Stadtzentrum besteht aus drei Haupteinkaufsstraßen, die parallel zueinander angeordnet sind. Zwei der größten Supermarktketten des Landes sind hier mit großen Filialen vertreten. Die anderen Geschäfte setzen sich aus freien Supermärkten kleiner und mittlerer Größe, Werkzeugläden, Bekleidungs- sowie Einrichtungsgeschäften, einer Vielzahl „Phoneshops“, Metzgereien, wenigen Gaststätten, zwei Banken, einer Post etc. zusammen.
Am östlichen Rand des Zentrums gibt es ein Krankenhaus und ein weiteres, jedoch deutlich kleineres und mit weniger Mitteln ausgestattetes befindet sich in Vengere. Hier gibt es im Gegensatz zu den anderen Stadtteilen ebenfalls ein kleines Einkaufszentrum und einen Markt, sowie teilweise sehr große „Beerhalls“ (Kneipen) und ein Stadion. 
Das Stadtzentrum und Vengere werden von einem großen Markt getrennt, der des Weiteren Start- und Zielpunkt, hauptsächlich jedoch Durchgangsstation für eine Vielzahl von Bussen ist. Im Südwesten der Stadt liegt ein kleineres Gewerbegebiet, das beispielsweise aus Baumärkten, Düngervertrieben und einer Brauerei besteht.
In den besiedelten Gebieten wird überall auf der Straße Obst und Gemüse aus eigenem Anbau angeboten, um ein Existenzminimum zu sichern.
In allen Stadtteilen und auch in den ländlichen Gebieten gibt es eine Vielzahl christlicher Kirchen sowie eine Moschee in Vengere.
Vom Zentrum aus rund drei Kilometer in südlicher Richtung entfernt liegt der durch einen großen Staudamm entstandene Lake Rusape. Hier wird zwar eine kleine Gaststätte betrieben, Häuser gibt es direkt am See jedoch kaum.
Abseits der asphaltierten Straße befindet sich zwölf Kilometer südlich der Stadt das „Serengeti Training Center“, das sowohl für Veranstaltungen wie Farmer- und Anti-AIDS-Workshops als auch für europäische Besucher als Unterkunft, Ausgangspunkt für Exkursionen, oder Workcamp genutzt wird.

## Bevölkerungsentwicklung
Die Bevölkerungsentwicklung seit 1982.
| Jahr          | Einwohner |
| ------------- | --------- |
| 1982 (Zensus) | 8216      |
| 1992 (Zensus) | 13.920    |
| 2002 (Zensus) | 22.741    |
| 2012 (Zensus) | 30.316    |
| 2022 (Zensus) | 37.906    |

## Söhne und Töchter der Stadt
- Dambudzo Marechera (1952–1987), simbabwischer Schriftsteller